# Biófilo Panclasta
Vicente Rojas Lizcano, alias Biófilo Panclasta, né le 26 octobre 1879 à Chinácota et mort le 1er mars 1942 à Pamplona, était un écrivain, militant politique et anarchiste individualiste colombien. C’est en 1904 qu’il utilisa pour la première fois le pseudonyme grâce auquel il réussira à se faire un nom : Biófilo, amoureux de la vie, et Panclasta, brise-tout. Très influencé par Max Stirner et Friedrich Nietzsche, il se rendit dans plus d’une cinquantaine de pays pour y propager les idées anarchistes, participant notamment à diverses manifestations ouvrières et syndicales, lors desquelles il lui fut donné de se lier d’amitié avec des personnalités comme Kropotkine, Maxime Gorki et Lénine. Il exposa sa pensée et rendit compte de son existence de vagabond, d’activiste et d’aventurier, y compris des nombreux séjours qu’il fit en prison, dans une paire d’ouvrages et dans plusieurs articles de presse.

## Biographie

### Premières années et révolution vénézuélienne
Fils de Bernardo Rojas et de Simona Lizcano, ouvrière, Biófilo fit ses études secondaires à Pamplona, ville située aux confins du Venezuela et voisine de Chinácota, sa ville natale. De 1897 à 1898, il fréquenta les cours de l’école normale de Bucaramanga, d’où il sera expulsé pour avoir monté une petite revue qui se déclarait hostile à la réélection du président Miguel Antonio Caro.
En 1899, il abandonna l’école et voyagea pour le Venezuela où il fonda, conjointement avec Eleazar López Contreras, la première école publique dans la localité de Capacho Nuevo, chef-lieu de la commune d’Independencia, dans l’État de Táchira. Cette même année, il s’enrôla dans l’armée du chef militaire vénézuélien Cipriano Castro, dont l’objectif était de renverser le président Ignacio Andrade. Cependant, il s’éloigna bientôt de ses troupes et s’en alla cheminant à travers le Venezuela en compagnie d’autres groupes révolutionnaires qui rôdaient à Trujillo, Portuguesa, Cojedes et Carabobo, et arriva ainsi dans la ville de Valencia en janvier 1900. En novembre 1904, doté du grade de colonel de l’armée de Cipriano Castro, il se porta vers la ville colombienne de Barranquilla et offrit aux forces colombiennes ses services de militaire dans leur lutte contre les séparatistes panaméens soutenus par les États-Unis.

### Premiers contacts avec l’anarchisme
En 1906, il se rendit à Buenos Aires, en Argentine, où il entra pour la première fois en contact avec la pensée anarchiste et socialiste, assistant à des réunions et écrivant dans des revues spécialisées. La même année, il partit pour l’Europe participer au congrès ouvrier d’Amsterdam, à titre de délégué de la Fédération ouvrière régionale argentine (en esp. Federación Obrera Regional Argentina, ou en abrégé FORA).

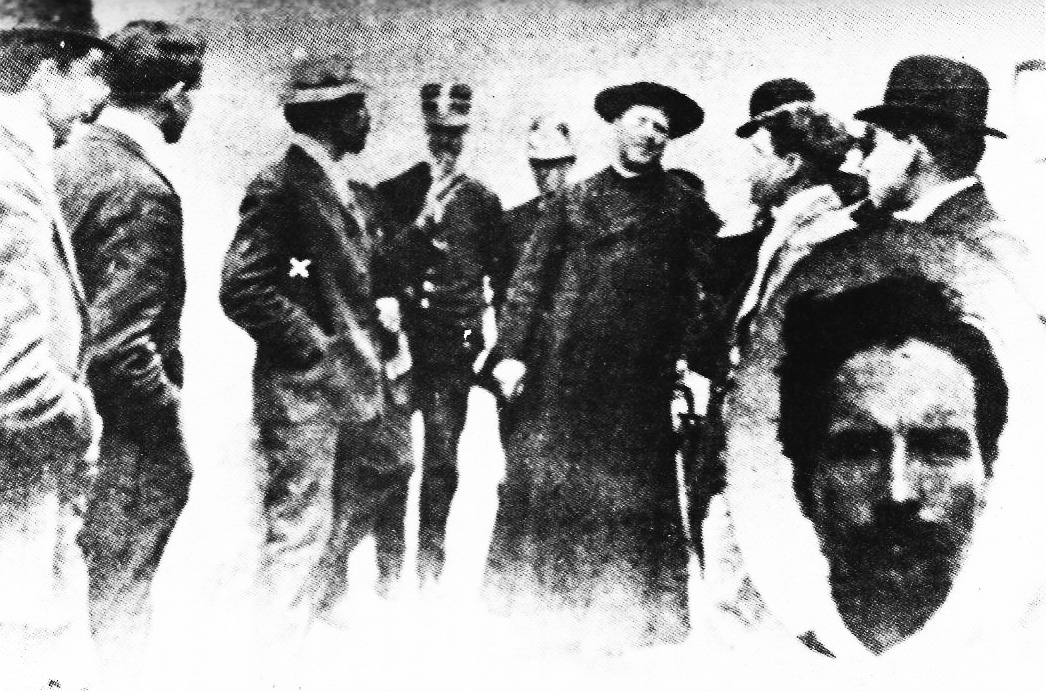
Biófilo Panclasta (troisième de la gauche, et également de face dans la bulle en bas à droite) expose sa pensée depuis la prison (1911).

### Activité révolutionnaire en Colombie
En 1908, il fut expulsé d’Espagne sur sollicitation du président colombien Rafael Reyes. Cependant, arrivé à Puerto Colombia, où il était prévu qu’il poursuivrait sa route à destination de Bogota, il choisit de partir se réfugier au Panama, d’où il sera à nouveau extradé sur ordre encore une fois de Rafael Reyes et remis en qualité de prisonnier aux autorités colombiennes. Dorénavant, si Biófilo Panclasta quitta une prison, ce ne fut que pour entrer dans une autre : il séjournera comme prisonnier à Carthagène (1909), Barranquilla (1910) et Bogotá (1911). Il y eut même quelques organes de la presse nationale, comme la revue Maquetas, pour réclamer que lui fût appliquée la peine de mort, au motif qu’il serait un élément perturbateur de l’ordre public.

### Retour au Venezuela: la prison de Valencia
« Les prisonniers, qui m’avaient vu pénétrer dans la cellule, prirent soin en entrant de ne pas se heurter à mon corps évanoui et froid. L’un d’eux de sa main palpa mes chairs, qui n’en tressaillirent pas pourtant, car j’avais déjà souffert toutes les douleurs possibles, puis, constatant que je ne bougeais pas ni ne parlais, il proclama tristement et à voix basse : celui-là, il l’ont pendu au commissariat et l’ont porté ici pour mourir. »
En 1914, Biófilo revint dans la ville vénézuélienne de Valencia, où il fut bientôt jeté en prison pour avoir prononcé sur une place publique un discours glorifiant la nation française, quelques jours après le déclenchement de la Première Guerre mondiale. En réalité, il fut incarcéré à l’intervention d’affidés du nouveau président Juan Vicente Gómez, lequel avait entre-temps succédé à Cipriano Castro, ami de Panclasta, à la suite d'un coup d’État. Au long des sept années où il resta incarcéré, Pancasta subit alternativement peines, pénuries et faim, au gré des préférences des directeurs de prison successifs.
Il partagea ses années d’enfermement avec plusieurs autres prisonniers politiques vénézuéliens, dont beaucoup périrent dans cette même prison. En 1921, sous la tutelle d’un directeur de prison désigné par le gouverneur nouvellement nommé de l’État de Carabobo, José Antonio Baldó, Panclasta fut transféré au fort dit Castillo Libertador, à Puerto Cabello, où il fut traité humainement et remis en liberté peu de mois plus tard.

### Activité révolutionnaire dans le monde
En 1923, deux ans après sa libération de la prison de Valencia, Panclasta fut nommé délégué de l’Association anarchiste mexicaine, auquel titre il fit le voyage de Barcelone pour y participer à un congrès. À cette occasion, il proposa un projet dénommé Opération Europe et consistant à :
« (...) constituer un comité international chargé d’ordonner, planifier et mettre à exécution, en un seul et même jour, l’assassinat du tsar de Bulgarie, de l’empereur d’Angleterre, du roi d’Italie, du roi d’Égypte, de l’archevêque de Mexico, du président de la France, du cardinal-archevêque de Tolède et de Léon Daudet. »
L’année suivante, il se rendit à São Paulo avec le dessein d’y organiser une grève dans les plantations de café, mais, incarcéré à nouveau, il fut transféré à la ville de Cayenne, d’où il réussit à prendre la fuite. La Ligue des droits de l’homme l’envoya à l’île de la Martinique. Après avoir visité fugacement cinquante-deux pays, il retourna en Colombie, où il fut derechef emprisonné, en même temps que le syndicaliste Raúl Eduardo Mahecha, dans la ville de San Gil. L’année suivante, il fonda à Bogotá le Centre d’Union et Action révolutionnaire (Centro de Unión y Acción Révolutionaria), qui arborait la devise : « Révolutionnaires de tous idéaux unissez-vous ! ».

### Dernières années
En 1934, Biófilo Panclasta se mit en ménage avec Julia Ruiz, pythonisse notoire exerçant à Bogota, et se cantonna désormais à écrire des articles pour des journaux et revues ou à leur accorder des entretiens, ainsi qu’à adresser des lettres à divers chefs d’État d’Amérique latine. Un an après le décès de sa compagne en janvier 1939, Biófilo tenta de se suicider à Barranquilla en s’électrocutant à l’aide des câbles de l'éclairage et en se tranchant la gorge avec un canif. En décembre de la même année, la police de Bucaramanga ordonna son expulsion de la ville pour vagabondage et alcoolisme. Il mourut, terrassé par une crise cardiaque, le 1er mars 1942 dans l’asile de vieillards de Pamplona.

## Pensée anarchiste
Les idées anarchistes de Biófilo Panclasta étaient en vérité assez particulières. Il oscilla entre, d’une part, un anarchisme individualiste, selon la dénomination de Kropotkine, sous forte influence de Max Stirner, et, d’autre part, un anarchisme sociétaire, qui tend à se manifester dans la série de lettres qu’il expédia de la prison de Barranquilla en 1910.
Dans un premier temps, Biófilo Panclasta se revendiqua comme un individualiste extrême, radical, s’inspirant fortement du concept de surhomme de Nietzsche, son philosophe de prédilection. Ainsi abhorrait-il l’homme-masse :
« Mon âme néo-païenne et d’artiste, mon tempérament de rebelle et d’individualiste, mon horreur des multitudes, ne pourraient éprouver d’admiration pour cette grande foule humaine qui n’a d’autre mérite que d’avoir été arrachée des mains de ses seigneurs d’hier par ceux qui aujourd’hui la possèdent pour la libérer malgré elle. »
Dès lors, le combat social que menait Panclasta n’était pas à l’intention des autres, mais seulement pour lui-même, pour qu’il pût se sentir vivant. 
Dans un deuxième temps, il reconnut que la lutte pour autrui lui permettait de déployer, dit-il, sa pleine capacité d’action, d’amour ou de haine. En dépit donc de son attitude anarcho-individualiste affirmée, Panclasta fut en même temps très critique vis-à-vis de cette posture et en vint à s’identifier aussi à l’anarchisme sociétaire. Ses appréciations sur les deux courants principaux de l’anarchisme s’accordent du reste avec sa façon générale de penser, laquelle répudiait les extrêmes absolus et considérait que l’homme n’est pas un être totalement social ou totalement individuel ; il prit soin de se distancier de toute forme de militantisme politique, fût-ce au sein d’une organisation anarchiste. Dans un dialogue qu’il eut avec Kropotkine, il déclara : 
« Je ne suis pas, moi, un anarchiste, disais-je à Kropotkine ; moi je suis moi. Je ne quitte pas une religion pour une autre, un parti pour un autre, un sacrifice pour un autre. Moi, je suis un esprit libéré, égotiste. J’œuvre comme je le ressens, je n’ai pas d’autre cause que la mienne. »
Le mode de pensée de Biófilo Panclasta dénote qu’il était homme d’action davantage qu’homme d’idées. Ayant pris pour point de départ la nécessité qu’avaient selon lui les hommes de se libérer de l’oppression, il s’engagea à partir de là dans l’action ; à ses yeux, les organisations ne valaient que par leur pratique, non par leurs aspects programmatiques — pratique exercée à la chaleur des intérêts directs des êtres humains, ce qu’il appelait intérêts de situation.

## Œuvres

### Livres
- (1932). Siete años enterrado vivo en una de las mazmorras de Gomezuela: Horripilante relato de un resucitado. Bogota : Tipografía La Libertad.
- (1929). Mis prisiones, mis destierros y mi vida. Bogotá: Águila Negra Editorial.

### Articles de presse
- (1940). Recordando lo pasado. Revue El Deber, no 5004.
- (1936). ¡En marcha! Desde la mesa. Journal El Diario Nacional, no 8119.
- (1936). La fatalidad de ciertos nombres. Journal El Diario Nacional, no 8112.
- (1935). Una injusticia. Revue La Democracia.
- (1935). En Marcha. Journal El Diario Nacional, no 8105.
- (1935). Renacimiento. Revue La Democracia, no 91.
- (1935). Una injusticia: remitido. Revue La Democracia, no 75.
- (1931). Más papista que el Papa. Revue Gil Blas, no 6119.
- (1928). Yo RATIFICO, no rectifico. Revue El Socialista, no 356.
- (1928). Comprimidos psicológicos de los revolucionarios criollos. Revue Claridad, no 52, 53, 54, 55 et 56.
- (1912). Y sueños de ambición. Revue El Domingo, no 166.
- (1910). Alba roja. Revue Nuevo Rumbo, no 52.

### Correspondance
- (1936). Dos misivas Al presidente Alfonso López Pumarejo, una solicitando su mediación en la expedición de un pasaporte para viajar a Venezuela, y otra de agradecimiento por la ayuda prestada.
- (1936). A Eleazar López Contreras, presidente de Venezuela, sobre política.
- (1930). Carta abierta a Enrique Olaya Herrera: Los parias del derecho: ¿voces del desierto?.
- (1910). Simiente roja. Revue Nuevo Rumbo, no 52.
- (1910). Los crímenes contra el pensamiento. Revue Nuevo Rumbo, no 47.
- (1910). En marcha.... Revue El Pueblo, no 248.
- (1910). Habla Biófilo Panclasta. Revue Gil Blas, no 17.
- (1910). Datos autobiográficos de Panclasta. Revue El Pueblo, no 219.

### Poèmes
- (1935). Cómo es Colombia. Revue La Democracia, no 92.
- (1920). Carcelarias. Revue Nuevo Rumbo, no 42.
- (1912). Efímeras. Revue El Domingo, no 166.